# Hospital General La Mancha Centro
El Hospital Universitario La Mancha Centro está localizado de la ciudad de Alcázar de San Juan, Ciudad Real, y fue inaugurado en octubre de 1994 y ampliado en junio de 2008. Está dotado con 343 camas de hospitalización, Unidad de Cuidados Intensivos de Adultos y Neonatales-Pediátricos, 13 quirófanos, sala de reanimación postquirúrgica, Unidad de Cirugía Sin Ingreso (UCSI), 112 locales de consultas externas, área de radiodiagnóstico, hemodiálisis, diálisis peritoneal, área de pruebas especiales de cardiología y neumología, cuatro salas de endoscopia digestiva y del aparato respiratorio, hospital de día médico y onco-hematológico con 22 puestos y Unidad de Continuidad Asistencial para Primaria e Interna (UCAPI). Es el centro hospitalario de la Gerencia de Atención Integrada de Alcázar de San Juan y atiende a una población de 125.800 habitantes, llegando en algunas especialidades en las que actúa de referencia a los 190.000 habitantes.
Entre las especialidades médicas que ofrecen asistencia a la población de su entorno están Alergología, Análisis Clínicos, Aparato Digestivo, Cardiología, Cirugía General y Digestiva, Dermatología, Endocrinología, Farmacia Hospitalaria, Geriatría, Ginecología, Hematología, Medicina Intensiva, Medicina Interna, Microbiología, Nefrología, Neumología, Neurología, Oftalmología (de la que es un centro de referencia nacional), Pediatría, Psiquiatría, Radiología, Rehabilitación, Reumatología, Traumatología y Urología.
Cada día ingresan en el Hospital La Mancha Centro una media de entre 30 y 40 pacientes, lo que supone unos 10.000 pacientes al año, y se realizan en torno a 35 intervenciones quirúrgicas diarias, más de 9.300 anuales.
Árgola Arquitectos llevó a cabo el proyecto de ampliación y reforma del Hospital en Castilla-La Mancha. Esta ampliación de 9,974 m² y la reforma de 14,710 m², incluyen la adición de una nueva pieza similar al edificio actual en el ala norte, destinada a áreas de Docencia, Investigación, Despachos y otras para el personal del Hospital. Se añadió también una pieza pública con un Auditorio, Área de Informática y Aulas. Además, el edificio de Consultas Externas, será reformó para incluir una Cafetería, Extracciones y un nuevo vestíbulo. 
Por último, se cerró el patio central con una estructura metálica y una cubierta especial, y se trasladó y amplió los laboratorios para mejorar su funcionamiento.

## Docencia
Como hospital universitario está adscrito a la Universidad de Castilla-La Mancha para las prácticas del alumnado de medicina y enfermería. Además, imparte formación postgrado para residentes en 21 especialidades médicas (MIR) y de enfermería (EIR).

Logotipo de la UCLM

## Otros hospitales públicos en la provincia de Ciudad Real
- Hospital General Universitario de Ciudad Real
- Hospital General de Tomelloso
- Hospital Virgen de Altagracia de Manzanares
- Hospital Gutiérrez Ortega de Valdepeñas
- Hospital Santa Bárbara de Puertollano